# Corps étranger rectal
 Mise en garde médicale
Les corps étrangers rectaux sont de grands objets étrangers présents dans le rectum, la plupart du temps introduits manuellement par l'anus. Ils atteignent de l'importance clinique s'il est devenu impossible de les retirer de la façon prévue. Parfois des objets ingérés par voie orale passent par le système digestif jusqu'au rectum, où ils peuvent se manifester lors d'une imagerie médicale. Cependant, à cause de leur taille typiquement inférieure, ils ne sont que rarement pertinents en termes cliniques.
Les corps étrangers rectaux se classent parmi les corps étrangers dans l'appareil digestif,.

## Causes

### Raisons
Les causes menant à l'introduction rectale d'un corps étranger sont nombreuses, les plus fréquentes étant des motivations sexuelles ou criminelles. Dans la plupart des cas, l'objet en question a été introduit volontairement ; il s'agit surtout de pratiques destinées à la stimulation sexuelle, qui constituent la cause principale responsable pour les corps étrangers rectaux. Les estimations dans la littérature s'élèvent à une incidence de quelque 80 %, dont 10 % dans le contexte d'une agression sexuelle.
Le « body packing », c'est-à-dire le portage clandestin de substances illegales dans un orifice corporel, est une autre pratique qui peut impliquer l'introduction d'un corps étranger dans le rectum. Des objets aptes pour des attaques sur l'intégralité corporelle, notamment des couteaux, des armes ou des munitions, également se prêtent au transport rectal.
En plus, des tentatives échouées d'auto-traiter une maladie de base peuvent constituer une cause. Un patient, par exemple, essaya de traiter sa diarrhée persistante en introduisant un épi de maïs dans son rectum. Un autre voulut soulager le prurit chronique dû à sa pathologie hémorroïdaire avec une brosse à dents. La brosse à dents s'échappa de sa maîtrise et disparut dans son rectum.
Lors des accidents ou de la torture, des corps étrangers peuvent entrer dans le rectum d'une personne de façon involontaire. En Grèce antique, les hommes adultères étaient soumis à la rhaphanidose, qui consistait à introduire un radis dans l'anus. Dans un cas contemporain, la pointe d'un thermomètre médical à mercure se détacha durant la prise de température rectale, exigeant une intervention médicale pour la récupérer. Il faut noter que beaucoup de patients qui consultent à cause d'un corps étranger rectal présentent leur situation délicate comme étant le résultat d'un accident, ayant honte de la vérité.
Rarement, l'introduction du corps étranger est effectuée délibérément de façon qu'il devienne difficile, voire impossible, de l'extraire sans assistance médicale. Ces cas peuvent s'attribuer au syndrome de Münchhausen, pathologie psychiatrique qui pousse les patients atteints soit d'inventer, soit de s'infliger sciemment une affection de dimensions cliniques dans le but d'attirer la compassion ou l'attention des professionnels médicaux et soignants.

### Causes accidentelles
Il y a plusieurs raisons qui peuvent contribuer à ce qu'un corps étranger introduit dans le rectum s'y loge sans moyen facile de l'enlever. Ça concerne notamment les personnes qui, à la recherche d'une stimulation plus forte, font entrer l'objet de leur choix trop loin dans l'anus jusqu'à son passage complet, rendant une extraction manuelle presque impossible. Cela est dû au sphincter interne de l'anus, qui échappe au contrôle volontaire et constituera donc un blocage mécanique une fois contracté. D'ailleurs, beaucoup de sex-toys ont une pointe conique qui facilite la pénétration tandis que leur base est plate. De tels objets, introduits dans le bon sens mais glissés par-delà les deux sphincters anaux, sont particulièrement difficiles à récupérer puisqu'il n'est guère possible d'en saisir le bout.

## Exemples
L'espèce et la taille des corps étrangers rectaux déjà rencontrés aux urgences dans certains cas dépassent les limites de l'imagination anatomique même des professionnels médicaux. Parmi les objets documentés dans la littérature, on trouve,,,,,,:
- Anguille
- Arête de poisson
- Balle de ping-pong
- Banane
- Bâton à caoutchouc dur
- Blague à tabac et magazine roulé à la fois
- Bock
- Bombe aérosol
- Bougie
- Boule de pétanque
- Boules de geisha
- Bouteille de champagne, de coca, etc.
- Carotte
- Cierge
- Clé de valise
- Concombre
- Contenant de drogues
- Éclats d'os
- Épi de maïs
- Épingle à cheveux
- Étui à brosse à dents
- Foret
- Godemichet
- Lame de rasoir
- Lampe à incandescence
- Lunettes
- Manche de bêche (19 cm)
- Morceau de gingembre préparé
- Munitions de fusil
- Obus de la seconde guerre mondiale
- Oignon
- Ouvre-boîte
- Panais
- Parapluie en housse
- Part cédée d'un manche à balai
- Pétard
- Pied de chaise (27 cm)
- Pomme
- Pot de marmelade
- Queue de porc glacée
- Quotidien roulé
- Tasse
- Tournevis
- Trousse à outils (15×12 cm)
- Tube électronique
- Tube intestinal
- Unité d'extension d'un aspirateur
- Vibromasseur
- Vis
- Voiture-jouet

La diversité des corps étrangers rectaux récupérés au fil du temps ne se limite pas qu'aux objets solides. En 1987, par exemple, un homme administra à lui-même un lavement à base de ciment. Le liant durcit rapidement dans son rectum en sorte que le solide résulté dut être enlevé chirurgicalement.
Dans un autre exemple extrême, un homme dépressif en 1953 introduisit un tube en carton de 15 cm dans son anus et lança dedans un pétard allumé. L'explosion suivante lui produisit une perforation rectale importante.

## Diagnostic
Les informations obtenues durant le diagnostic sont d'une importance capitale en choisissant le traitement le plus apte en vue du cas particulier. Un corps étranger rectal peut pénétrer profondément le côlon, dans certains cas jusqu'à l'angle colique gauche ; il faut surtout que le traitement ne cause aucune perforation.
Typiquement plusieurs radiographies sont requises pour que l'on puisse localiser précisément le corps étranger et déterminer jusqu'à quelle profondeur il a avancé. Généralement, on utilise les rayons X à cette fin. Les corps étrangers composés de matériaux à bas contraste, comme par exemple le plastique, peuvent faire indiquer un examen échographique ou tomodensitométrique (TDM, couramment dit « scanographie »). L'imagerie par résonance magnétique (IRM) est contre-indiquée, surtout lors d'un corps étranger inconnu. L'endoscopie, dont l'emploi peut aussi servir des fins thérapeutiques, aide à l'identification et à la localisation de l'objet coincé dans le rectum.
Fréquemment les patients atteints d'un corps étranger rectal ont très honte durant l'anamnèse et ne donnent qu'à contrecœur des renseignements là-dessus, parfois en omettent des informations clés pour déterminer la thérapie adéquate. Pour la même raison, les personnes affectées dans de nombreux cas ne consultent que très tard, lorsqu'elles ne supportent plus la douleur. Le traitement confiant et sensible des patients gênés joue un rôle essentiel pour le succès thérapeutique et peut même sauver des vies.

## Traitement

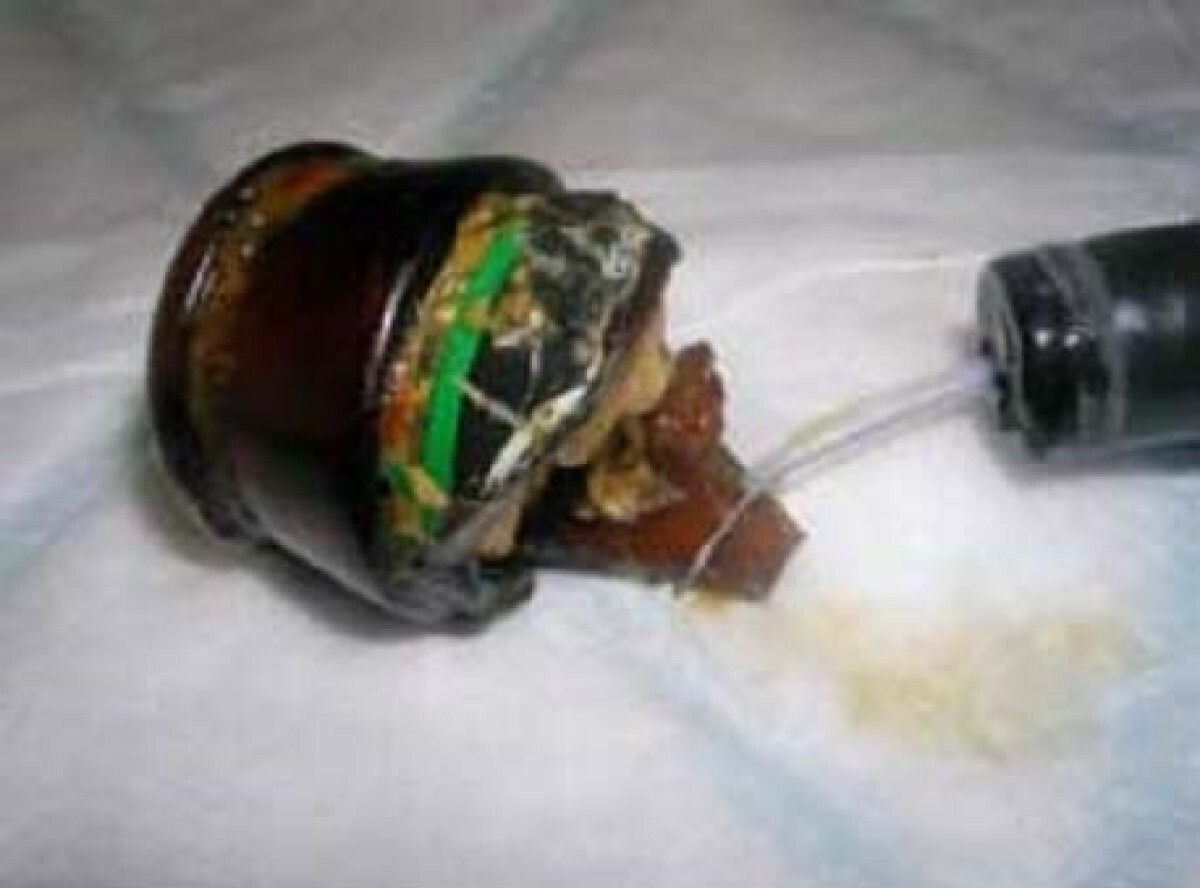
Fragment de bouteille à côté de l'anse à polypectomie utilisée pour l'extraire.

Les mesures thérapeutiques qualifiées à l'extraction d'un corps étranger du rectum sont aussi nombreuses que les objets capables de s'y loger. La plupart des patients attendent des heures, voire des jours, avant de demander de l'aide professionnelle. Souvent, des tentatives profanes d'enlèvement auront déjà eu lieu à ce point-là, seules ou assistées par autrui. Cependant, elles ont tendance à exacerber la situation fâcheuse plutôt que la résoudre.
Dans la majorité des cas, le corps étranger se prête à une extraction endoscopique. Il est très commun, par exemple, d'attraper les vibromasseurs avec de larges anses, utilisées normalement en enlevant des polypes. Les objets plus petits, comme les thermomètres médicaux, se laissent maîtriser avec des pinces à biopsie. En présence d'un corps étranger trop volumineux, l'emploi d'un endoscope flexible n'est pas conseillé ; les instruments chirurgicaux rigides se sont avérés supérieurs dans ces cas.
Dans d'autres instances, des instruments normalement employés lors des accouchements, comme les forceps ou les ventouses, ont fait leurs preuves. Les objets en bois s'abordent parfois avec un tire-bouchon, les verres en les remplissant avec du plâtre,. Une cuillère introduite avant une telle procédure est apte à servir d'ancre une fois que le plâtre s'est solidifié, facilitant ainsi l'enlèvement. Les lampes à incandescence peuvent être enveloppées dans de la gaze, puis fracassées et retirées.
D'ailleurs, il y a eu des applications à succès de l'électrocoagulation au plasma argon. Dans l'un des cas documentés, un patient de 44 ans se présenta avec une pomme coincée dans son rectum. Comme le fruit était emballé dans de la cellophane, l'approche endoscopique échoua ; la coagulation au plasma argon, par contre, parvint à rétrécir le corps étranger pour 50 %, permettant son extraction.
Si l'objet a avancé trop loin dans le rectum, jusqu'au côlon sigmoïde, les méthodes mentionnées ci-dessus ne se qualifient plus à la thérapie. De possibles alternatives incluent le repos au lit et la sédation, dans l'espoir que le corps étranger finira par descendre une distance suffisante pour l'attraper plus tard.
Approximativement 10 % des cas exigent une laparotomie, c'est-à-dire l'ouverture de la cavité abdominale. Elle permet de ramener l'objet dans une position plus favorable à travers la manipulation directe du gros intestin. Dans certains cas exceptionnels, l'ouverture chirurgicale du gros intestin, dite colotomie, est indiquée. Majoritairement, il s'agira de corps étrangers qui posent un risque substantiel pour la santé, comme par exemple un préservatif rempli de drogues.
Les cas moins graves sont gérés avec de la sédation ou avec de l'anesthésie locale ou spinale. Les procédures plus invasives, comme la laparotomie ou la colotomie, se réalisent sous anesthésie générale. Elle a l'avantage additionnel de relaxer les sphincters anaux dans une certaine mesure. À la suite d'une intervention chirurgicale, il est recommandé de réexaminer les derniers 30 à 40 centimètres du gros intestin en recherche d'éventuelles perforations ou lésions des muqueuses – pratique dite sigmoïdoscopie. La nécessité d'un suivi résidentiel dépend du cas particulier, devenant plus probable plus sophistiqué le traitement.

### Négligence
En manque de traitement immédiat, les corps étrangers rectaux plus grands peuvent donner lieu à une occlusion intestinale par obstruction mécanique, bloquant le passage des selles. Cet effet est aggravé par la dilatation rectale, qui perturbe le péristaltisme du côlon.
Des lésions à la paroi intestinale causées par le corps étranger sont sujettes à s'enflammer, indépendamment de leur taille. En cas de perforation, la sortie de matière fécale dans la cavité abdominale peut entraîner une péritonite ou des abcès rétropéritonéaux présentant des risques vitaux. Les objets plus petits qui ne percent pas la paroi intestinale sont susceptibles d'être incorporés là-dedans en tant que granulome avec le potentiel de passer inaperçus pour des années.

### Exemples
Le symbole « ∅ » désigne des procédures sans anesthésie ; les cellules vides indiquent l'absence d'informations sur les conditions anesthésiques dans la source citée.
| Objet                                | Outil ou méthode d'extraction                        | Anesthésie        |
| ------------------------------------ | ---------------------------------------------------- | ----------------- |
| Balle spongieuse                     | Ventouse                                             | générale          |
| Ballon rempli d'eau                  | Paracentèse                                          |                   |
| Barre de fer                         | Coloscope à deux canaux opérateurs, fils métalliques |                   |
| Bâton de bois                        | Extraction manuelle, dilatation anale à deux mains   | spinale           |
| Boule en caoutchouc                  | Extraction manuelle, dilatation anale                | générale          |
| Bout de bois                         | Extraction manuelle                                  | générale          |
| Bout d'une pompe à lavement          | Anse à polypectomie                                  |                   |
| Bouteille                            | Extraction manuelle, dilatation anale                | générale          |
| Bouteille en forme de quille         | Forceps obstétrical                                  | générale          |
| Bouteille en verre                   | Pince à biopsie                                      | générale          |
| Bouteille en verre                   | Ventouse                                             | générale, spinale |
| Bouteille en verre de 20 onces       | Ventouse                                             | spinale           |
| Carotte                              | Tracteur de fibrome                                  |                   |
| Couvercle d'une bombe aérosol        | Pinces ténaculum (2), dilatation anale               | générale          |
| Crayon                               | Anse à polypectomie                                  |                   |
| Cure-dent                            | Anse à polypectomie                                  |                   |
| Godemichet                           | Tracteur de fibrome                                  |                   |
| Goulot                               | Sonde de Foley gonflée                               | générale          |
| Os de poulet                         | Extraction manuelle                                  | ∅                 |
| Os de poulet                         | Anse à polypectomie                                  |                   |
| Pomme                                | Extraction à deux mains                              | locale            |
| Pomme emballée dans de la cellophane | Défragmentation par coagulation au plasma argon      | ∅                 |
| Spray autobronzant                   | Dilatateur à ballonnet d'achalasie                   | ∅                 |
| Stylo à bille                        | Anse à polypectomie                                  |                   |
| Thermomètre                          | Pince à biopsie                                      | générale          |
| Tube à essai                         | Sonde de Sengstaken et Blakemore gonflée             |                   |
| Tube à essai                         | Anse à polypectomie                                  |                   |
| Vase                                 | Remplissage de l'objet avec du plâtre                | générale          |
| Vibromasseur                         | Forceps obstétrical, dilatation anale                | locale            |
| Vibromasseur                         | Pince utérine à Museaux                              | locale            |
| Vibromasseur                         | Anse à polypectomie                                  | ∅                 |
| Vibromasseur                         | Pince de Kocher                                      | locale            |
| Flacon d'après-rasage                | Davier à os de Farabeuf et Lambotte                  | spinale           |
| Récipient en verre                   | Remplissage de l'objet avec du plâtre                | spinale           |
| Récipient en verre                   | Sonde endotrachéale                                  | locale            |
| Récipient en verre                   | Sonde de Foley gonflée                               | générale          |
| Lampe à incandescence de 100 watts   | Sondes de Foley gonflées (3)                         |                   |
| Flacon de parfum                     | Extraction manuelle                                  | spinale           |
| Étui à brosse à dents                | Sonde de Fogarty gonflée                             |                   |
| Gant de cuisine                      | Pince, dilatation anale                              | générale          |
| Tuyau d'évacuation des eaux usées    | Forceps obstétrical                                  | générale          |
| Boule de pétanque                    | Électroaimant                                        | générale          |
| Lampe à incandescence                | Compression abdominale                               | spinale           |

## Complications
La complication la plus fréquente, bien qu'assez rare, est la perforation du rectum – qu'elle soit à cause du corps étranger lui-même ou des mesures prises en l'extrayant. Les perforations diagnostiquées dans un cadre clinique s'opèrent typiquement sans délai, le segment perforé du côlon étant ou suturé ou excisé. L'administration suivante d'antibiotiques pour prévenir des infections est normalement complémentée par une colostomie temporaire qui protège les points de suture. La continuité de l'intestin peut être rétablie dans une deuxième opération aussitôt qu'un produit de contraste injecté par lavement a confirmé la cicatrisation complète de la suture. Il s'agit habituellement d'une période transitoire de trois à six mois entre les deux chirurgies. Le séjour à l'hôpital lors d'une perforation s'élève en moyen à 19 jours.
Encore plus rares, la littérature fait état de quelques décès liés à des corps étrangers rectaux. Dans un cas, un homme de 75 ans mourut par suite d'une perforation rectale, son anus ayant été pénétré avec une canne par un individu atteint d'une maladie mentale. Un autre patient, entre deux âges, perfora sa paroi intestinale avec un vibromasseur dans un accident autoérotique. Malgré son traitement immédiat, le traumatisme lui produisit un syndrome de détresse respiratoire aigüe (SDRA) ainsi qu'un syndrome de réponse inflammatoire systémique (SRIS), menant finalement à sa mort du syndrome de défaillance multiviscérale (SDMV). Le chausse-pied est un autre objet dont l'introduction rectale a déjà conduit à la mort d'un patient.
En phase postopératoire, il est primordial de ménager le rectum jusqu'à sa guérison totale. Un homme de 54 ans, qui avait déjà été opéré deux fois pour enlever des corps étrangers — un concombre et un panais — mourut des suites d'une péritonite contractée quand il introduisit deux pommes avant que la plaie de la chirurgie précédente ne soit guérie.

## Épidémiologie
Il n'y a pas de statistique fiable sur l'incidence des corps étrangers rectaux qui causent des affections cliniquement significatives. On estime qu'elle aura augmenté pendant les dernières années puisqu'il s'agit aujourd'hui d'un phénomène assez courant,. Néanmoins, on suppose une incidence importante de sous-déclaration.
Les corps étrangers rectaux se trouvent beaucoup plus fréquemment chez les hommes que chez les femmes. Le rapport est situé autour de 28:1,,, voire 37:1, selon une méta-analyse de l'an 2010. L'âge moyen des patients était de 44,1 ans avec un écart type de 16,6 ans.
Le premier cas documenté dans la littérature date du XVIe siècle,.

## D'origine orale
Il est assez rare qu'un objet ingéré par voie orale parvienne à avancer jusqu'au rectum mais là-bas finisse par créer une affection de pertinence clinique. En règle générale, les resserrements antérieurs le long du système digestif entraveront auparavant le passage de potentiels corps étrangers rectaux – notamment l'œsophage, le cardia, le pylore et la valvule iléocécale. Les fragments d'os ou les cure-dents peuvent quand même provoquer ce précis scénario lorsqu'ils franchissent les obstacles mentionnés, mais, arrivés dans le rectum, bougent et causent des lésions,. Les os, de poulet dans bien des cas, sont particulièrement dangereux à cet égard, étant responsables pour près de la moitié des perforations rectales,.
Parmi les aliments végétaux, les semences comme le pop-corn ou les graines de tournesol, potiron ou pastèque sont capables de conglutiner dans le gros intestin et former des bézoards trop volumineux pour un passage anal. Ce genre de corps étranger acquiert de la pertinence clinique surtout chez les enfants. Son incidence est particulièrement significative en Afrique du Nord et au Moyen-Orient, où les graines constituent d'importants aliments de base,. Dans une minorité de cas, les semences peuvent germer encore coincées dans le gros intestin en tant que bézoard et ainsi effectuer un blocage.

## En médecine vétérinaire
Les corps étrangers rectaux sont des occurrences assez rares en médecine vétérinaire. Comme chez l'humain, tout ce qui est ingérée oralement et traverse à succès le tube digestif jusqu'au rectum a une forte tendance à en sortir sans assistance médicale. Cela dit, les animaux sont aussi sujets à développer des bézoards de divers matériaux qui peuvent produire des problèmes dans le rectum. Les corps étrangers atypiques normalement témoignent d'abus sexuel ou sadique d'origine humaine.

## Dans la vie politique et culturelle

### Affaire Đorđe Martinović
Le 1er mai 1985, Đorđe Martinović, Serbe ethnique de 56 ans de Gnjilane (en albanais : Gnjilan) au Kosovo, se présenta aux urgences avec une bouteille cassée coincée dans son rectum. Il affirma avoir été agressé par deux hommes albanophones alors qu'il travaillait dans son champ. Une interrogation conduite par l'armée populaire yougoslave toutefois arriva à la conclusion que Martinović lui-même s'était infligé les blessures dans une tentative de masturbation échouée. Plus précisément, le procureur soupçonnait que Martinović avait mis une bouteille de bière sur un bâton en bois, enfoncée celui dans le sol et puis s'était assis au-dessus.
À Belgrade, par contre, une équipe médicale supranationale convoquée spécialement afin d'éclairer l'incident rejeta cette évaluation en supposant que le corps étranger avait été « inséré, ou bien enfoncé, de manière forte, brutale et soudaine » à partir du cul de bouteille, acte jugé physiquement impossible sans l'aide d'autrui. En revanche, un autre comité rassemblé en recherche d'une seconde opinion soutint l'hypothèse initiale de l'armée populaire un mois plus tard, qualifiant de plausible la possibilité d'un accident autoérotique. Les autorités yougoslaves et serbes finirent sans poursuivre le cas.
L'incident avec sa vaste réception médiatique et sociale devint un épisode clé, avant la dislocation de la Yougoslavie en 1991. La fédération communiste avait traité antérieurement toute forme de nationalisme ouvert comme sujet tabou, les médias s'y conformant en minimisant la proéminence matérielle de l'enjeu. L'affaire Martinović brisa ce tabou : du côté serbe, elle était largement interprétée comme un exemple de persécution concertée par les Albanais, tandis que ces derniers insistaient pour qu'il s'agisse d'un accident instrumentalisé par le côté serbe, dans le but de justifier des revendications territoriales.

### Prix Ig-Nobel
En 1995, David B. Busch et James R. Starling de Madison (Wisconsin) se virent décerner le prix Ig-Nobel pour leur article « Rectal foreign bodies: case reports and a comprehensive review of the world's literature » (en français : « Corps étrangers rectaux : études de cas et un compte rendu de la littérature globale »).